# Cupola pentagonale
In geometria, la cupola pentagonale è un solido di 12 facce appartenente alla famiglia delle cupole.

## Caratteristiche
Come altre cupole, anche la cupola pentagonale è un prismatoide; essa è in particolare costituita da un pentagono e un decagono posti su piani paralleli congiunti da cinque triangoli e cinque rettangoli alternati.
Nel caso in cui i poligoni che ne costituiscono le facce laterali siano triangoli equilateri e quadrati, allora la cupola pentagonale diventa uno dei 92 solidi di Johnson, in particolare quello indicato come J5, ossia un poliedro strettamente convesso avente come facce dei poligoni regolari ma comunque non appartenente alla famiglia dei poliedri uniformi.

## Formule
Considerando una cupola pentagonale avente come facce dei poligoni regolari aventi lato di lunghezza {\displaystyle a}, le formule per il calcolo del volume {\displaystyle V}, della superficie {\displaystyle A}, dell'altezza {\displaystyle h} e del circumraggio {\displaystyle C} risultano essere:
{\displaystyle V={\frac {a^{3}}{6}}\left(5+4{\sqrt {5}}\right)\approx 2,32405a^{3};}
{\displaystyle A={\frac {a^{2}}{4}}\left(20+5{\sqrt {3}}+{\sqrt {5(145+62{\sqrt {5}})}}\right)\approx 16,57975a^{2};}
{\displaystyle h={\sqrt {\frac {5-{\sqrt {5}}}{10}}}a\approx 0,52573a;}
{\displaystyle C={\frac {a}{2}}{\sqrt {11+4{\sqrt {5}}}}\approx 2,23295a.}

## Poliedro duale
Il poliedro duale della cupola pentagonale è un poliedro avente 10 facce triangolari e 5 facce a forma di aquilone. 
| Poliedro duale | Sviluppo piano del duale | Modello 3D |
| -------------- | ------------------------ | ---------- |
|                |                          |            |

## Poliedri e tassellature dello spazio correlati

### Cupola pentagrammica incrociata
La cupola pentagrammica incrociata è uno dei solidi di Johnson non convessi e isomorfi, essendo essa topologicamente identica a una cupola pentagonale convessa. Tale poliedro può essere ottenuto fetta di un grande rombicosidodecaedro non convesso, allo stesso modo in cui la cupola pentagonale può essere ottenuta come fetta di un rombicosidodecaedro. Come nelle altre cupole, anche in questo caso il poligono di base maggiore, in questo caso un decagramma e non un decagono, ha il doppio dei lati dell'altro poligono di base, ossia un pentagramma.
La cupola pentagrammica incrociata può essere vista come una cupola con una base pentagrammica retrograda, così che i quadrati e i triangoli che ne costituiscono le facce laterali si connettono tra le due basi in maniera opposta a quanto accade in una semicupola pentagrammica, ossia intersecandosi completamente tra loro.

### Altre cupole convesse
La cupola pentagonale è uno dei tre solidi non banali facenti parte della famiglia delle cupole aventi come facce solamente poligoni regolari assieme alla cupola triangolare e a quella quadrata. Come si vede dallo schema sottostante, un prisma triangolare può essere considerato una cupola digonale, mentre la cupola esagonale è una figura piana. Cupole con n maggiore di 6 si possono ottenere solo ammettendo come facce laterali triangoli isosceli e non più equilateri.
| n                           | 2                    | 3                  | 4                  | 5                     | 6                                  |
| Nome                        | {2} \|\| t{2}        | {3} \|\| t{3}      | {4} \|\| t{4}      | {5} \|\| t{5}         | {6} \|\| t{6}                      |
| Codice                      | 2c                   | 3c                 | 4c                 | 5c                    | 6c                                 |
| --------------------------- | -------------------- | ------------------ | ------------------ | --------------------- | ---------------------------------- |
| Cupola                      | Cupola digonale      | Cupola triangolare | Cupola quadrata    | Cupola pentagonale    | Cupola esagonale (Piana)           |
| Poliedri uniformi correlati | Prisma triangolare · | Cubottaedro ·      | Rombicubottaedro · | Rombicosidodecaedro · | Tassellatura · rombitriesagonale · |